# Valerie Perrine
Valerie Ritchie Perrine (Galveston, Texas, 3 de septiembre de 1943) es una actriz y modelo estadounidense.

## Vida y carrera
Perrine nació en Galveston, Texas, hija de Winifred "Renee" McGinley, una bailarina que apareció en Earl Carroll Vanidades, y Kenneth Perrine, un teniente coronel en el Ejército de los Estados Unidos Su madre era escocesa (de origen irlandés), de Helensburgh en Dunbartonshire. A causa de la carrera de su padre, Perrine vivió en muchas ubicaciones y tuvo que mudarse frecuentemente de ciudad.
Empezó su carrera como vedette en Las Vegas. A veces se dice que debutó en la película de 1971 Diamantes para la eternidad, pero esto no es cierto. Interpretó el papel de Montana, una actriz de porno blando en la película de 1972 Matadero cinco. Ese mismo año aparece en la revista Playboy, cuya cubierta protagonizó en agosto de 1981. En 1973, el 4 de mayo, se convirtió en la primera actriz que mostró sus pechos desnudos abiertamente en la televisión estadounidense, concretamente en el canal PBS, donde aparecía en una escena en que tomaba una ducha.
En 1975, Perrine estuvo nominada para el Óscar a la mejor actriz y el Globo de Oro como mejor actriz y ganó el Premio a la mejor actriz en el Festival de cine de Cannes por su papel como la estríper Miel Bruce, en la película de Bob Fosse Lenny (1974).
Posiblemente el papel que le dio más fama en una película fue el de la señorita Eve Teschmacher, pareja del cerebro criminal Lex Luthor, en Superman: The Movie (1978). Por él estuvo nominada para en 1979 Premio de Saturno a la mejor actriz de reparto. Repitió este papel en la película de 1980 Superman II.
Perrine interpretó a Charlotta Steele, exmujer de un campeón de rodeo a cargo de Robert Redford, en El jinete eléctrico (1979). Desde entonces su carrera ha seguido un curso irregular, con papeles de no tanta importancia ni lucimiento.
En 2011, mientras estaba rodando una película, comenzó a sentir los primeros síntomas de la enfermedad de Parkinson. Su estado de salud se deterioró durante los años siguientes y debió retirarse de la actuación.

## Filmografía
- 1972: Matadero cinco de George Roy Hill
- 1973: Steambath (TV)
- 1974: Lenny de Bob Fosse
- 1976: W. C. Fields and me
- 1978: Superman: The Movie de Richard Donner
- 1980: El jinete eléctrico
- 1980: Superman II  de Richard Lester
- 1980: Can't Stop the Music de Nancy Walker
- 1982: Policia fronterera de Tony Richardson
- 1985: Water / Loca juerga tropical de Dick Clement
- 1991: Riflessi in un cielo scuro de Salvatore Maira
- 2000: What Women Want de Nancy Meyers
- 2005: The Moguls
- 2005: The Californians
- 2008: Redirecting Eddie
- 2011: Lights Out

## Premios y reconocimientos
Premios Óscar 
| Año  | Categoría    | Película | Resultado |
| ---- | ------------ | -------- | --------- |
| 1975 | Mejor actriz | Lenny    | Nominada  |

Festival Internacional de Cine de Cannes
| Año  | Categoría                | Película | Resultado |
| ---- | ------------------------ | -------- | --------- |
| 1975 | Premio a la mejor actriz | Lenny    | Ganadora  |